# طواف عمان 2015
طواف عمان 2015 (بالإنجليزية: 2015 Tour of Oman)‏ هو سباق دراجات هوائية أقيم بتاريخ 17 فبراير 2015، تكون السباق من 6 مراحل وامتدّ لمسافة 837 كم بسرعة 38. 8 كم/س، استغرق السباق 21 ساعة 09 دقيقة 31 ثانية. فاز به الإسباني رافائيل فالس.

## الترتيب
| م                     | الدرّاج       | البلد   | الزمن                     |
| --------------------- | ------------ | ------- | ------------------------- |
| الفائز بالترتيب العام | رافائيل فالس | إسبانيا | 21 ساعة 09 دقيقة 31 ثانية |

## روابط خارجية
- طواف عمان 2015 على موقع إحصائيات الدراجات الإحترافية (الإنجليزية)